# Životní cyklus
Životní cyklus je biologický pojem, který představuje popis života (resp. stadií) organismu počínaje jeho zrozením a konče reprodukcí a vznikem nového organismu. Může mít mnoho podob a různé stupně složitosti. Pojem převzaly i některé další vědy, resp. obory, takže se lze setkat např. s pojmy životní cyklus rodiny, životní cyklus produktu, životní cyklus informačního systému atp. Latinské slovo „cyklus“ je odvozeno z řeckého slova „cyklos“, což znamená „kolo“, „kruh“, zde tedy „koloběh“.
Z hlediska ploidie somatických buněk eukaryotického organismu můžeme každý pohlavně se množící druh přiřadit k jednomu z těchto tří životních cyklů:
1. haploidní (zygotický) – organismus má po celý život haploidní somatické buňky, diploidní je pouze zygota, která se následně meioticky dělí;
2. diploidní (gametický) – organismus má po celý život diploidní somatické buňky, haploidní jsou pouze pohlavní buňky (gamety) vznikající meiózou;
3. haplo-diploidní (sporický) – dochází ke střídání diploidní generace (sporofytu) množící se nepohlavně pomocí spor vzniklých meiózou a haploidní generace (gametofytu) množící se pohlavně gametami vzniklými mitózou.

Střídání generace vzniklé nepohlavně s generací vzniklou pohlavní cestou se nazývá rodozměna (metageneze). Tento pojem je spojen zejména ze střídáním sporofytu a gametofytu v rámci sporického cyklu, ovšem jako rodozměna se označují i životní cykly některých skupin organismů, u kterých ke střídání haploidní a diploidní generace nedochází. Střídající se generace se neliší ploidií buněk, ale jinými, především morfologickými nebo ekologickými znaky. 

Příkladem mohou být některé skupiny žahavců, u kterých z přisedlého stadia polypa vzniká nepohlavně (pučením) pohyblivé stadium medúzy, které se množí pohlavně. Oplozené vajíčko se vyvíjí v larvu, která přisedá a vytváří opět polypa. Z hlediska ploidie se však jedná o cyklus diploidní, jako je tomu ostatně u všech živočichů.